# Tectaria cicutaria
Tectaria cicutaria är en ormbunkeart som först beskrevs av Carolus Linnaeus, och fick sitt nu gällande namn av Edwin Bingham Copeland. Tectaria cicutaria ingår i släktet Tectaria och familjen Tectariaceae. Inga underarter finns listade.